# Cricotopus tusimoabeus
Cricotopus tusimoabeus är en tvåvingeart som beskrevs av Sasa och Suzuki 1999. Cricotopus tusimoabeus ingår i släktet Cricotopus och familjen fjädermyggor. Inga underarter finns listade i Catalogue of Life.